# Misumenops verityi
Misumenops verityi är en spindelart som beskrevs av Schick 1965. Misumenops verityi ingår i släktet Misumenops och familjen krabbspindlar. Inga underarter finns listade i Catalogue of Life.